# Tabanus mogollon
Tabanus mogollon är en tvåvingeart som beskrevs av Burger 1974. Tabanus mogollon ingår i släktet Tabanus och familjen bromsar. Inga underarter finns listade i Catalogue of Life.